# Učitel tělesné výchovy
Učitel tělesné výchovy je učitel, který profesionálně vychovává a vzdělává děti ve škole v pohybových aktivitách. Kvalifikovaný učitel tělesné výchovy musí mít ukončené magisterské vzdělání v oboru učitelství pro tělesnou výchovu či trenérství (zákon č. 563/2004 Sb.). Dále musí mít odborné znalosti pravidel sportovních disciplín a praktické dovednosti, které vyžadují funkční zdatnost vlastního organismu.

## Historie učitele tělesné výchovy
Vzdělávání učitelů tělesné výchovy v českých zemích začalo ve čtyřicátých letech 19. století. V těchto letech přicházeli průkopníci výuky tělesné výchovy do Prahy a jedním z nich byl Rudolf von Stephany z Vídně. Ten začal provozovat soukromý tělocvičný ústav, kde cvičili jak dospělí, tak mládež. V roce 1848 učitelskou pozici převzal Jan Malýpetr, který je považován za prvního českého učitele tělocviku.

## Požadavky na učitele tělesné výchovy

### Vzdělání
Podle zákona o pedagogických pracovnících (č. 563/2004 Sb.) musí učitel tělesné výchovy splňovat požadavky na vzdělání, které zahrnují ukončené magisterské vzdělání v oboru učitelství pro tělesnou výchovu či trenérství.

### Zdravotní způsobilost
Zákon o pedagogických pracovnících (č. 563/2004 Sb.) určuje, že každý pedagogický pracovník musí být zdravotně způsobilý. Do zdravotní způsobilosti se také zahrnuje fyzická a psychická schopnost vykonávat danou profesi. Pro učitele tělesné výchovy je důležitá fyzická zdatnost, protože musejí být schopni provádět dané cviky i v pokročilejším věku.

### Odborná způsobilost
Učitel tělesné výchovy musí být odborníkem v dané kategorii. Musí ovládat pravidla a techniky sportovních disciplín a didaktiku tělesné výchovy. Také musí znát zákonitosti psychického vývoje.

### Bezúhonnost
Všichni pedagogičtí pracovníci musejí dle zákona o pedagogických pracovnících (č. 563/2004 Sb.) doložit svou bezúhonnost. Doložením bezúhonnosti je zajištěna způsobilost k práci s dětmi a mladistvými.

### Bezpečnost
V hodinách tělesné výchovy se stává nejvíce úrazů během školního roku. Proto je nutné, aby učitelé tělesné výchovy splňovali určité nároky ohledně bezpečnosti, mezi které patří:
- ovládat prvky první pomoci,
- být neustále přítomen v tělocvičně či na sportovním hřišti,
- jasná organizace a jasné pokyny před cvičením,
- upozornění na nebezpečí,
- kontrola nářadí, které se bude využívat,
- přihlížení k zdravotnímu stavu žáků,
- přizpůsobení klimatickým podmínkám,
- kontrola vhodného oblečení na cvičení.[7]

## Učitel tělesné výchovy ve světě

### USA
Zájemci o práci učitele tělesné výchovy v USA musejí mít alespoň bakalářský titul a státem vydanou licenci pro výuku tělesné výchovy. Program pro získání licence musí být akreditován CAEP (Council for the Accreditation of Educator Preparation). Tyto programy musí zahrnovat například kineziologii, fyziologii cvičení, rekreační sporty, aerobik a mnoho dalších. Učitelé tělesné výchovy na veřejných školách musí také složit veškeré státní licenční zkoušky.

### Švédsko
Pro práci učitele tělesné výchovy ve Švédsku je nutné se připravovat na univerzitách. Je možné využít programu pro učitele povinných předmětů a zvolit si zde jako profilový předmět tělesnou výchovu a zdraví. Dalším způsobem je si doplnit pedagogické vzdělání a zde si vybrat obor tělesná výchova a zdraví.

### Austrálie
Kvalifikovaný učitel tělesné výchovy v Austrálii musí mít vystudovaný 4letý bakalářský titul. Titul musí být v programu, který je specializován nebo alespoň zahrnuje prvky zdraví, tělesné výchovy či lidského pohybu. V případě, že daný studijní program neobsahuje složku výchovy, tak je nezbytné získat akreditovanou vstupní učitelskou kvalifikaci pro absolventy.